# Сарте (река)
Са́рте (латыш. Sārte), Са́рта (латыш. Sarta, Sārta) или Сартис (устар. Сарчис; лит. Sartis, латыш. Sārtis) — пограничная река в Прибалтике, на всём протяжении течёт по латвийско-литовской границе, между Южно-Курземским краем Латвии и Скуодасским районом Литвы. Правый приток среднего течения Апше.
Длина реки составляет 12 км (по другим данным — 10,4 км). Площадь водосборного бассейна равняется 19,7 км².
Вытекает из юго-восточной оконечности озера Бездибенис на высоте 110,5 м над уровнем моря.